# Павлівка (Снігурівська міська громада)
Павлі́вка — село в Україні, у Снігурівській міській громаді Баштанського району Миколаївської області. Населення становить 1119 осіб.

## Географія
Фізична відстань до Снігурівки — 1,036 м, до Києва — 386,4 км.
Сусідні населені пункти:

## Населення

### Мова
Розподіл населення за рідною мовою за даними перепису 2001 року:
| Мова            | Кількість | Відсоток |
| --------------- | --------- | -------- |
| українська      | 1059      | 94.64%   |
| російська       | 51        | 4.55%    |
| румунська       | 4         | 0.36%    |
| циганська       | 1         | 0.09%    |
| інші/не вказали | 4         | 0.36%    |
| Усього          | 1119      | 100%     |

## Відомі жителі
- Бохонок Віталій Володимирович (1991—2022) — майор Збройних Сил України, учасник російсько-української війни. Лицар ордена Богдана Хмельницького трьох ступенів. Герой України.
- Бунчук Іван Гордійович — депутат Верховної Ради УРСР III скликання (1951—1955).
- Бунчук Марія Варфоломіївна — депутат Верховної Ради СРСР I скликання (1938 — 1946)
- Бунчук Ніна Опанасівна — депутат Верховної Ради СРСР ІХ та X скликання (1974 — 1979; 1979 — 1984)